# Smyrnium connatum
Smyrnium connatum är en flockblommig växtart som beskrevs av Pierre Edmond Boissier och Karl Theodor Kotschy. Smyrnium connatum ingår i släktet vinglokor, och familjen flockblommiga växter. Inga underarter finns listade i Catalogue of Life.